# 釜石鉱山
釜石鉱山（かまいしこうざん）とは、岩手県釜石市と遠野市上郷町に跨がる鉄鉱山。鉱業権者は、日鉄鉱業の子会社である釜石鉱山株式会社。

## 概要
北上山地の沿岸部に位置しており、明治時代の開坑から現在まで150年余の歴史を持つ。主要の鉄以外に金・銀・銅・鉛・亜鉛なども産出した。この鉱山の存在によって、釜石市には現在でも日本製鉄東日本製鉄所釜石地区などの企業が数多く立地する。1993年（平成5年）に大規模な鉄鉱石の採掘は終了した。

## 閉山後
その良質な鉄鉱石は研究などの用途で現在も年間100トン程度の採掘がおこなわれている。閉山後、敷地内でワイン用のぶどうの栽培や川魚の養殖を試みたが、採算には乗らず撤退している。地下350 mから湧き出る鉱泉水を利用したミネラルウォーターの製造販売を試みたところ、好評を得て「仙人秘水」の商品名で流通している。地下200 mの鉱体の採掘跡に水をため、地下500 mの発電施設までの落差320 mを用いて発電する地下水力発電所も設けれている。そのほかにも、不定期で事前登録での坑道見学会や、広大な地下空洞では地質調査、地震計設置などの学術研究支援や、「グラニットホール」と呼ばれる採掘後の空洞を利用したコンサートホールの運営が行われている。

## 沿革
- 1727年（享保12年）- 江戸幕府付採薬使の阿部将翁が仙人峠で磁鉄鉱を発見したとされる。
- 1822年（文政5年）- 盛岡青物町の理兵衛に対し、藩より最初の試掘の許可が下りる。
- 1849年（嘉永2年）- 三河の高須清兵衛と陸中の中野大助とが合資で大橋に旧式高炉を建設。
- 1857年（安政4年）- 南部藩士大島高任が日本初の高炉を使った出銑に成功。
- 1862年（文久2年）- 高任は高炉を2基増設、銑鉄を増産する。
- 1873年（明治6年）- 盛岡の豪商小野善右衛門が、南部藩より設備を譲り受けて改良高炉2基を建てる。
- 1874年（明治7年）- 政府が買い上げて官営鉱山とし、海外より機械を輸入して技師を迎えた。
- 1878年（明治11年）- 鈴子精錬所が完成。
- 1880年（明治13年）- 9月より官営製鉄所が操業を開始するも98日目で休止。同年日本で3番目の鉄道が釜石に開通する。
- 1882年（明治15年）- 操業再開するも200日で再び中止。コスト高が原因とされる。
- 1883年（明治16年）- 官営製鉄所の廃止が正式に決定。鉄屋田中長兵衛に払い下げを依頼。
- 1885年（明治18年）- 田中長兵衛とその番頭横山久太郎ら民間の手で製鉄への挑戦が始まる。
- 1886年（明治19年）- 10月16日、苦難の末49回目の挑戦にして成功に至る。
- 1887年（明治20年）- 7月、横山久太郎を初代所長として釜石鉱山田中製鉄所が発足。大橋にも分工場が建設される。
- 1893年（明治26年）- 釜石鉱山鉄道が馬車鉄道として再開。
- 1894年（明治27年）- 栗橋分工場が操業を開始。
- 1917年（大正6年）3月25日 - 二代目田中長兵衛を社長とし、田中鉱山株式会社が発足。
- 1924年（大正13年）- 三井鉱山株式会社に経営権が払い下げされ、釜石鉱山株式会社と改名。
- 1939年（昭和14年）- 日鉄鉱業の子会社となる。
- 1950年（昭和25年）- 銅鉱床を開発し、鉄・銅の併産体制となる。
- 1989年（平成元年）- 坑道を動燃の地質試験施設に利用。
- 1992年（平成4年）- 天狗森銅鉱床の採掘終了。
- 1993年（平成5年）- 新山鉄鉱床の採掘終了。
- 2007年（平成19年）11月30日 - 経済産業省より近代化産業遺産に認定される。[2]

## 鉱床・鉱物
地質は石炭系、二畳系。超塩基性・塩基性・酸性の火成岩類からなる。

## 備考
- 鉱山として操業停止後、果物栽培、淡水魚養殖などの代替事業を模索したが失敗に終わった。途方にくれるなか、坑道に湧く湧水に注目し商業化したところ採算に乗せることが出来た。湧水を詰めるプラントは坑道深くに設けられ、坑道内の電気軌道で搬出されている。
- 閉鎖された坑道の見学ツアーが不定期で開催されている。かつては電気軌道とトロッコを利用していたが、トロッコの補修部品が無くなり修理不能となったことから、ヤマハ製のゴルフカートを自動運転させている[3]。